# Himalajahavtorn
Himalajahavtorn (Hippophae salicifolia) är en havtornsväxtart som beskrevs av David Don. Hippophae salicifolia ingår i släktet Hippophae och familjen havtornsväxter. Inga underarter finns listade i Catalogue of Life.